# Strandängens IP
Strandängens IP är en idrottsplats i Bromölla. Arenan är hemmaplan för fotbollslaget Ifö/Bromölla IF. Arenan uppfördes under 1960-talet och renoverades på 1990-talet med bland annat nya omklädningsrum. Här spelades finalen i Svenska cupen den 4 november 1978 mellan Malmö FF och Kalmar FF inför 4813 åskådare. Publikrekordet på Strandängens IP är 5761 personer i seriefinalen mellan Ifö/Bromölla IF och Landskrona BoIS den 8 september 1968. Det har också spelats en landskamp i damfotboll, mellan Sverige och Finland 1989 inför 2000 åskådare. Även ungdomslandkamper har spelats på Strandängen.